# Christian Andree
Christian Andree (né le 28 novembre 1938 à Landsberg-sur-la-Warthe) est un historien médical, historien des sciences et philologue allemand. Il publie, entre autres, sur l'histoire de l'assurance maladie obligatoire (de) et sur l'histoire des hôpitaux universitaires de Kiel (de). En tant que philologue, il publie des ouvrages de Theodor Fontane et collectionne des autographes de Fontane. Depuis les années 1990, il se concentre principalement sur Rudolf Virchow. Il est l'éditeur de Virchow-Gesamtausgabe (de).

## Biographie

### Scolarité
Du semestre d'hiver 1959/60 au semestre d'hiver 1965/66, il étudie l'histoire de la médecine, l'histoire des sciences naturelles, l'histoire de la technologie, l'anthropologie, l'histoire ancienne, moyenne, moderne et moderne, la préhistoire et l'histoire ancienne, l'allemand, la romance. études et études slaves. Il étudie à l'Université Eberhard-Charles de Tübingen, à l'Université Albert-Louis de Fribourg, à l'Université technique de Berlin, à l'Université libre de Berlin, à l' Université Johannes-Gutenberg de Mayence, à l'Université Christian-Albert de Kiel, à l'Université de Cologne et à l'Université rhénane Frédéric-Guillaume de Bonn. À Cologne, en 1973, il reçoit son doctorat (Opus valde laudabile)

### Activités
De 1966 à 1973 Andree travaille à la librairie scientifique d'antiquités Dr Rudolf Habelt (Bonn) comme chef du département pour les domaines d'anthropologie, d'histoire de la médecine, de sciences naturelles et techniques ainsi que de préhistoire et d'histoire ancienne. À la librairie d'antiquités Bruno Hessling (Berlin), il est directeur adjoint du propriétaire de la maison d'édition. Le 25 octobre 1969, il est membre fondateur de la Société allemande de préhistoire et d'histoire ancienne (de) (DGUF) et en devient le premier secrétaire
À partir du 1er juillet 1973, Andree dirige le département des publications du Musée d'État rhénan de Bonn. Pendant trois ans, il est responsable de l'édition de toutes les séries de publications et magazines du musée. Le 1er juillet 1976, il devient conseiller académique à l'Institut d'histoire de la médecine et de la pharmacie de l'Université de Cologne. À partir de juillet 1979, il est conseiller scientifique principal. Du semestre d'hiver 1987/88 à 2005, il occupe un poste d'enseignant à l'Université Jules-Maximilien de Wurtzbourg. En 1993, Andree soutient sa thèse d'habilitation sur « Le chemin de Virchow de Berlin à Wurtzbourg » à Kiel. Le 17 janvier 1994, il termine son habilitation en histoire de la médecine et de la pharmacie à Kiel. L'attribution de la Venia legendi pour la matière d'histoire de la médecine et la nomination comme maître de conférences ont lieu après la leçon inaugurale du 1er février 1994. L'Université européenne Viadrina le nomme professeur honoraire d'histoire des sciences et de la médecine le 13 juillet 1998
Des visites d'études et des missions d'enseignement l'amènent à la Société linnéenne de Londres, à l'Université de Wurtzbourg, à l'Université de Varsovie et à l'Université de Breslau. À Wurtzbourg, il s'occupe de la Silésie depuis le semestre d'hiver 1979/80 et dans les universités polonaises de l'histoire des crimes médicaux nazis. Andrée est membre de la Commission historique de Silésie (de). Même après sa retraite le 1er avril 2004, il continue de faire de la recherche, d'enseigner et de publier. Cela comprend la supervision de nombreux doctorants. Depuis le 12 mars 2012, il dirige le Centre de recherche en histoire médicale de l'Université de Kiel

### Collection d'autographes Fontane
Grâce à des achats aux enchères et dans des foires d'antiquités, Andrée constitue une collection de divers manuscrits originaux de Theodor Fontane, considérée comme la plus grande collection privée allemande d'autographes de Fontane. Il comprend plusieurs centaines de pages manuscrites sur les romans de Fontane et les Wanderungen durch die Mark Brandenburg (de), 18 manuscrits de poèmes, 156 lettres de Fontane et 45 autographes du cercle Fontane. En 1997, Andree vendu la collection aux archives Theodor-Fontane (de). La Fondation culturelle des États (de), l'État de Brandebourg, le gouvernement fédéral et des sponsors privés contribuent au financement. Après l'achat, la Fondation culturelle des États publie une documentation illustrée et un catalogue sur la collection Christian Andree Fontane. Les archives Theodor-Fontane restaurent les manuscrits en 2009 et les rendent disponibles sous forme numérique

### Virchow-Gesamtausgabe
Dans les années 1980, Andree travaille intensivement sur les travaux de Rudolf Virchow avec l'historien médical Gundolf Keil à Wurtzbourg. Cela l'amène à décider de créer une édition complète historico-critique de Virchow. Le 25 septembre 1989, il est nommé au conseil consultatif Virchow de l'Académie des sciences de la RDA. Les premiers volumes de l'édition complète Virchow sont publiés en 1992. Au total, 71 volumes sont prévus.

## Publications

### Rudolf Virchow
- Geschichte der Berliner Gesellschaft für Anthropologie, Ethnologie und Urgeschichte, 1869–1969. Bruno Hessling, Berlin 1969.
- Rudolf Virchow als Prähistoriker, 3 Bände. Böhlau Verlag, Cologne et Vienne 1976–1986.
- Rudolf Virchow – Theodor Billroth. Leben und Werk. Stiftung Pommern, Kiel 1979.
- Virchows Weg von Berlin nach Würzburg. Eine heuristische Studie zu den Archivalien der Jahre 1848 bis 1856. Königshausen & Neumann, Wurtzbourg 2002. (Die Studie beruht auf Andrees unveröffentlichter Habilitationsschrift mit demselben Titel aus dem Jahr 1993.)
- Rudolf Virchow. Leben und Ethos eines großen Arztes. Langen Müller Verlag, Munich 2002,  (ISBN 3-7844-2891-6)[11].
- Rudolf Virchow. Vielseitigkeit, Genialität und Menschlichkeit. Ein Lesebuch. Olms 2009,  (ISBN 3-487-08822-3).

En tant qu'éditeur
- Virchow-Gesamtausgabe (de), depuis 1992
- Über Griechenland und Troja, alte und junge Gelehrte, Ehefrauen und Kinder. Briefe von Rudolf Virchow und Heinrich Schliemann aus den Jahren 1877–1885. Böhlau 1991.
- Neue Rudolf Virchow-Forschungen. Beiträge von Fachforschern: Symposien 2013, Christian-Albrechts-Universität Kiel, und 2014, Europa-Universität Viadrina Frankfurt (Oder). KVC, Essen 2015 (Kultur-Medizin-Gesellschaft. Schriftenreihe des Instituts für transkulturelle Gesundheitswissenschaften, dir. de Stefan Schmidt, Hartmut Schröder et Harald Walach)

### Theodor Fontane (en tant que rédacteur)
Œuvres de Theodor Fontane, éditées par Christian Andree
- Reisebriefe vom Kriegsschauplatz Böhmen 1866. Propyläen-Verlag, Berlin 1973.
- Briefe aus den Jahren 1856–1898. Berliner Handpresse 1975, Quer-Klein-Folio (Reihe Werkdruck Nr. 4)
- Mein skandinavisches Buch. Reisen durch Dänemark, Jütland und Schleswig. Kiel: Mühlau 2004[12] Neuausgabe: Hildesheim Zürich New York, Olms 2015.

En tant que co-éditeur
- Briefe. Zweiter Band 1860–1878. dir. d'Otto Drude, Gerhard Krause, Helmuth Nürnberger (de) unter Mitwirkung von Christian Andree und Manfred Hellge. Munich : Carl Hanser Verlag 1979. Veränderte Taschenbuchausgabe: Ullstein 1987 (Ullstein Buch 4550).
- Briefe. Dritter Band 1879–1889. dir. d'Otto Drude, Manfred Hellge, Helmuth Nürnberger unter Mitwirkung von Christian Andree. Munich : Carl Hanser Verlag 1980. Veränderte Taschenbuchausgabe: Ullstein 1987 (Ullstein Buch 4551).
- Briefe. Vierter Band 1890–1898. dir. d'Otto Drude, Helmuth Nürnberger  unter Mitwirkung von Christian Andree. Munich : Carl Hanser Verlag 1983. Veränderte Taschenbuchausgabe: Ullstein 1987 (Ullstein Buch 4552).
- Erinnerungen. Ausgewählte Schriften und Kritiken. Fünfter Band. Zur deutschen Geschichte, Kunst und Kunstgeschichte. dir. d'Helmuth Nürnberger, Christian Andree et Heide Streiter-Buscher. Munich : Carl Hanser Verlag 1986.

### Hôpitaux universitaires de Kiel
- Die Universitäts-Hautklinik der Christian-Albrechts-Universität zu Kiel 1902–2010. Kiel 2011,  (ISBN 978-3-487-14669-0).
- Die Universitäts-Kinderklinik der Christian-Albrechts-Universität zu Kiel 1906–2006. Kiel 2011,  (ISBN 978-3-487-14670-6).

En tant que co-auteur
- avec Walter Jonat (de) et Thoralf Schollmeyer (de): Universitäts-Frauenklinik Kiel und Michaelis-Hebammenschule 1805–2005. Eine medizinhistorische Studie zum 200-jährigen Bestehen. Thieme, Stuttgart / New York 2005.
- avec Hans-Karl Albers: 130 Jahre Zahnheilkunde an der Christian-Albrechts-Universität zu Kiel. Kiel 2011,  (ISBN 978-3-487-14672-0).
- avec Ulrich Reker: 100 Jahre Hals-, Nasen- und Ohrenheilkunde an der Christian-Albrechts-Universität zu Kiel. Kiel 2011,  (ISBN 978-3-487-14671-3).

### Divers
- Leistungssystem der gesetzlichen Krankenversicherung, historische Entwicklung bis zum gegenwärtigen Stand. Eine chronikalische Studie. Kiel: Institut für Gesundheits-System-Forschung 1980.
- Leistungssystem der gesetzlichen Krankenversicherung – bisherige Entwicklung bis zum gegenwärtigen Stand (Systematische Auswertung und Zusammenfassung der chronikalischen Studie). Die Beeinflussung des Krankheitsbegriffs und der Leistungen in Bezug auf Versicherungen, Ärzte und Versicherte durch politische, soziale, medizinische, ökonomische und juristische Faktoren. Kiel: Institut für Gesundheits-System-Forschung 1982.
- J. A. Stargardt: Autographenauktion. Dans: Karl H. Pressler (dir.): Aus dem Antiquariat. Band 8, 1990 (= Börsenblatt für den Deutschen Buchhandel – Frankfurter Ausgabe. Nr. 70, 31. August 1990), p. A 348 – A 350.
- Karl von Holtei als Autographensammler. Mit einem Nachdruck des Katalogs der Holteiischen Autographensammlung. Dans: Christian Andree, Jürgen Hein (dir.): Karl von Holtei (1798–1880). Ein schlesischer Dichter zwischen Biedermeier und Realismus. Wurtzbourg 2005, p. 349–397.

En tant qu'éditeur
- Ernst von Held-Ritt: Prißnitz auf Gräfenberg oder treue Darstellung seines Heilverfahrens mit kaltem Wasser. Ein Handbuch für Alle, welche Gräfenberg besuchen, und die Wasserkur dort oder in der Heimath brauchen wollen, so wie für Jene, welche dort Heilung fanden. Nachdruck der Ausgabe Wien 1837. Mit einer Einleitung zur Geschichte der Hydrotherapie und der Biographie von Prißnitz sowie mit Erläuterungen und Anmerkungen. Wurtzbourg: Bergstadtverlag W. G. Korn 1988.
- comme dir. avec Jürgen Hein (de): Karl von Holtei (1798–1880). Ein schlesischer Dichter zwischen Biedermeier und Realismus. Bergstadtverlag Wilhelm Gottlieb Korn (de), Wurtzbourg 2005.

En tant que membre du conseil consultatif, co-éditeur et auteur
- Faszination Weltgeschichte. Wie wir wurden, was wir sind. 10 Volumes. Bertelsmann Lexikon Institut (Wissen Media Verlag) 2004.
- Faszination Weltgeschichte. Wie wir wurden, was wir sind. Volume 11 (Sachbegriffe und Register). Bertelsmann 2006.